# تيودورو كانو غارسيا
تيودورو كانو غارسيا (بالإسبانية: Teodoro Cano García)‏ هو رسام مكسيكي، ولد في 1932.